# Эпигамия
Эпига́мия (греч. έπίγαμία букв. «равный брак»; лат. ius connubii «брачный закон») — заключение брака между членами определённых социальных общностей; направленность брака (коннубиум). Обязательность взаимных (эпигамных) браков в первобытных и традиционных обществах имела своим следствием как экзогамию, так и эндогамию. Пережитками эпигамии считаются обязательные и предпочтительные брачные нормы (кузенный брак, кольцевые коннубиумы, австралийские системы брачных классов, секций и подсекций, левират, сорорат и др.).

## В культурах
Эпигамия допускала заключение браков только между полноправными афинскими гражданами: иностранцы и метэки были лишены этого права, но за выдающиеся услуги государству народное собрание могло присудить эпигамию также и им.
Кроме того, эпигамия существовала между отдельными государствами, служа показателем дружественных отношений между ними; так Афины даровали эпигамию эвбейцам, платейцам, фиванцам. Наоборот, ясно выраженное отклонение эпигамии свидетельствовало о враждебности между двумя государствами (например, между островами Паросом и Андросом). Браки, заключённые на основании эпигамии, давали известные права в области наследственной, сакральной и отчасти политической.